# Velika Biljanica
Velika Biljanica (cyr. Велика Биљаница) – wieś w Serbii, w okręgu jablanickim, w mieście Leskovac. W 2011 roku liczyła 472 mieszkańców.